# Puchar Świata w narciarstwie alpejskim 1996/1997
Sezon 1996/1997 Pucharu Świata w narciarstwie alpejskim rozpoczął się 26 października 1996 w austriackim Sölden, a zakończył 16 marca 1997 w amerykańskiej miejscowości Vail. Była to 31. edycja pucharowej rywalizacji. Rozegrano 32 konkurencje dla kobiet (8 zjazdów, 7 slalomów gigantów, 7 supergigantów, 9 slalomów specjalnych oraz 1 kombinację) i 37 konkurencji dla mężczyzn (11 zjazdów, 8 slalomów gigantów, 6 supergigantów, 10 slalomów specjalnych oraz 2 kombinacje).
Puchar Narodów (łącznie) zdobyła reprezentacja Austrii, wyprzedzając Włochy i Szwajcarię.

## Puchar Świata w narciarstwie alpejskim kobiet
Wśród kobiet najlepszą zawodniczką okazała się Szwedka Pernilla Wiberg, która zdobyła 1960 punktów, wyprzedzając Niemki Katję Seizinger i Hilde Gerg.
W poszczególnych klasyfikacjach tryumfowały:
- Renate Götschl – zjazd
- Pernilla Wiberg – slalom
- Deborah Compagnoni – slalom gigant
- Hilde Gerg – supergigant
- Pernilla Wiberg – kombinacja

## Puchar Świata w narciarstwie alpejskim mężczyzn
Wśród mężczyzn najlepszym zawodnikiem okazał się Francuz Luc Alphand, który zdobył 1130 punktów, wyprzedzając Norwega Kjetila André Aamodta i Austriaka Josefa Strobla.
W poszczególnych klasyfikacjach tryumfowali:
- Luc Alphand – zjazd
- Thomas Sykora – slalom
- Michael von Grünigen – slalom gigant
- Luc Alphand – supergigant
- Kjetil André Aamodt – kombinacja

## Puchar Narodów (kobiety + mężczyźni)
- 1.  Austria – 11959 pkt
- 2.  Włochy – 6921 pkt
- 3.  Szwajcaria – 5846 pkt
- 4.  Francja – 4951 pkt
- 5.  Niemcy – 4840 pkt